# 이쿠사카촌
이쿠사카촌(일본어: 生坂村)은 일본 나가노현 히가시치쿠마군의 촌이다.

## 지리
사이가와강에 의한 하안단구, 계곡상에 위치한다.

## 역사
- 1875년 1월 23일 - 지쿠마군 이쿠사카촌이 성립하였다.
- 1875년 2월 18일 - 아즈미군 히로쓰촌이 성립하였다.
- 1876년 - 지쿠마현의 시나노국 부분이 나가노현에 편입되면서 지쿠마군 이쿠사카촌과 아즈미군 히로쓰촌은 나가노현에 속하게 되었다.
- 1879년 - 히가시치쿠마군·기타아즈미군의 성립으로 이쿠사카촌은 히가시치쿠마군에, 히로쓰촌은 기타아즈미군에 속하게 되었다.
- 1957년 3월 31일 - 히가시치쿠마군 이쿠사카촌이 기타아즈미군 리쿠고촌을 편입하였다. 또한 히로쓰촌의 일부와 합병해 새로운 이쿠사카촌이 성립하였다.

## 인구
| 연도 | 인구  | ±%     |
| ---- | ----- | ------ |
| 1960 | 4,855 | —      |
| 1970 | 3,684 | −24.1% |
| 1980 | 3,142 | −14.7% |
| 1990 | 2,738 | −12.9% |
| 2000 | 2,416 | −11.8% |
| 2010 | 1,953 | −19.2% |

## 교통

### 도로
- 국도 19호선